# Mit andet navn
|  | Denne artikel er oprettet af botten PalnaBot ud fra en ekstern database. Den kan derfor have sproglige fejl eller mangler. Denne skabelon kan fjernes efter kontrol af indholdet. |

Mit andet navn er en film instrueret af Stine Exler, Johanne Haaber Ihle.

## Handling
I Somaliland har alle mænd et øgenavn, ofte et drillende navn tildelt af familie, venner eller bekendte med udgangspunkt i en særlig hændelse eller et specielt udseende. Bag hvert øgenavn gemmer sig en personlig historie fra livet i et land, der er mærket af tidligere britisk kolonisering og interne stridigheder. Et land, der kæmper for anerkendelse og selvstændighed fra Somalia.